# Iveta Šístková
Iveta Šístková, roz. Duchová (* 17. dubna 1986 Pardubice), je bývalá česká reprezentantka v orientačním běhu. Jejím největším úspěchem je titul akademické mistryně světa ve sprintu z roku 2012 ze španělského Alicante. Na akademických šampionátech získala mezi lety 2008 – 2014 celkem 6 cenných kovů. V elitní kategorii dokázala získat na světové scéně 7. místo v závodě mix štafet na mistrovství světa 2014 v Itálii, 8. místo ve štafetách na mistrovství světa 2012 ve Švýcarsku a 13. místo ve sprintu na mistrovství světa 2013 ve Finsku. V současnosti běhá za český klub OK Lokomotiva Pardubice a též za finský klub Kangasala SK, za který startuje ve Skandinávii.

## Sportovní kariéra

### Umístění na MS a ME
| Přehled úspěchů na Mistrovství světa | Přehled úspěchů na Mistrovství světa | Přehled úspěchů na Mistrovství světa | Přehled úspěchů na Mistrovství světa | Přehled úspěchů na Mistrovství světa |
| Mistrovství světa                    | Sprint                               | Middle                               | Long                                 | Štafety                              |
| ------------------------------------ | ------------------------------------ | ------------------------------------ | ------------------------------------ | ------------------------------------ |
| Olomouc 2008                         | X                                    | 29. místo                            | X                                    | X                                    |
| Trondheim 2010                       | X                                    | 26. místo                            | X                                    | X                                    |
| Savojsko 2011                        | 25. místo                            | 16. místo                            | X                                    | X                                    |
| Lausanne 2012                        | 18. místo                            | 16. místo                            | X                                    | 8. místo                             |

| Přehled úspěchů na Mistrovství Evropy | Přehled úspěchů na Mistrovství Evropy | Přehled úspěchů na Mistrovství Evropy | Přehled úspěchů na Mistrovství Evropy | Přehled úspěchů na Mistrovství Evropy |
| Mistrovství Evropy                    | Sprint                                | Middle                                | Long                                  | Štafety                               |
| ------------------------------------- | ------------------------------------- | ------------------------------------- | ------------------------------------- | ------------------------------------- |
| Ventspils 2008                        | 38. místo                             | X                                     | Q                                     | X                                     |
| Falun 2012                            | 38. místo                             | 29. místo                             | 16. místo                             | 7. místo                              |

| Přehled úspěchů na Mistrovství světa juniorů | Přehled úspěchů na Mistrovství světa juniorů | Přehled úspěchů na Mistrovství světa juniorů | Přehled úspěchů na Mistrovství světa juniorů | Přehled úspěchů na Mistrovství světa juniorů |
| Mistrovství světa juniorů                    | Sprint                                       | Middle                                       | Long                                         | Štafety                                      |
| -------------------------------------------- | -------------------------------------------- | -------------------------------------------- | -------------------------------------------- | -------------------------------------------- |
| Druskininkai 2006                            | 28. místo                                    | 16. místo                                    | 43. místo                                    | X                                            |

### Umístění na MČR
| Umístění na Mistrovství České republiky v orientačním běhu | Umístění na Mistrovství České republiky v orientačním běhu | Umístění na Mistrovství České republiky v orientačním běhu | Umístění na Mistrovství České republiky v orientačním běhu | Umístění na Mistrovství České republiky v orientačním běhu | Umístění na Mistrovství České republiky v orientačním běhu | Umístění na Mistrovství České republiky v orientačním běhu | Umístění na Mistrovství České republiky v orientačním běhu | Umístění na Mistrovství České republiky v orientačním běhu | Umístění na Mistrovství České republiky v orientačním běhu | Umístění na Mistrovství České republiky v orientačním běhu | Umístění na Mistrovství České republiky v orientačním běhu |
| Ročník                                                     | Kategorie                                                  | Klasická                                                   | Krátká                                                     | Sprint                                                     | Dlouhá                                                     | Noční                                                      | Ranking                                                    | Členství v klubu                                           | Štafety                                                    | Kluby                                                      | Sprint. štafety                                            |
| ---------------------------------------------------------- | ---------------------------------------------------------- | ---------------------------------------------------------- | ---------------------------------------------------------- | ---------------------------------------------------------- | ---------------------------------------------------------- | ---------------------------------------------------------- | ---------------------------------------------------------- | ---------------------------------------------------------- | ---------------------------------------------------------- | ---------------------------------------------------------- | ---------------------------------------------------------- |
| MČR 2001                                                   | D16 – mladší dorostenky                                    | 30. místo                                                  |                                                            | 5. místo                                                   |                                                            |                                                            | 804. místo                                                 | OK Lokomotiva Pardubice                                    |                                                            |                                                            |                                                            |
| MČR 2001                                                   | D18 – starší dorostenky                                    |                                                            |                                                            |                                                            |                                                            |                                                            |                                                            | OK Lokomotiva Pardubice                                    | 5. místo                                                   | 16. místo                                                  |                                                            |
| MČR 2002                                                   | D16 – mladší dorostenky                                    | 10. místo                                                  | 10. místo                                                  | 5. místo                                                   |                                                            | 3. místo                                                   | 649. místo                                                 | OK Lokomotiva Pardubice                                    |                                                            |                                                            |                                                            |
| MČR 2002                                                   | D18 – starší dorostenky                                    |                                                            |                                                            |                                                            | 19. místo                                                  |                                                            |                                                            | OK Lokomotiva Pardubice                                    | 2. místo                                                   | 1. místo                                                   |                                                            |
| MČR 2003                                                   | D18 – starší dorostenky                                    | 6. místo                                                   | 20. místo                                                  |                                                            | 1. místo                                                   | 6. místo                                                   | 736. místo                                                 | OK Lokomotiva Pardubice                                    | disk                                                       | 4. místo                                                   |                                                            |
| MČR 2004                                                   | D18 – starší dorostenky                                    | 6. místo                                                   | 1. místo                                                   | 1. místo                                                   | 4. místo                                                   |                                                            | 643. místo                                                 | OK Lokomotiva Pardubice                                    | 4. místo                                                   | 7. místo                                                   |                                                            |
| MČR 2005                                                   | D20 – juniorky                                             | 2. místo                                                   | 1. místo                                                   |                                                            |                                                            | 2. místo                                                   | 18. místo                                                  | OK Lokomotiva Pardubice                                    |                                                            |                                                            |                                                            |
| MČR 2005                                                   | D21 – ženy                                                 |                                                            |                                                            |                                                            |                                                            |                                                            |                                                            | OK Lokomotiva Pardubice                                    | 1. místo                                                   | 18. místo                                                  |                                                            |
| MČR 2006                                                   | D20 – juniorky                                             | 1. místo                                                   | 2. místo                                                   | 1. místo                                                   |                                                            |                                                            | 11. místo                                                  | OK Lokomotiva Pardubice                                    |                                                            |                                                            |                                                            |
| MČR 2007                                                   | D21 – ženy                                                 | 4. místo                                                   | 3. místo                                                   | 5. místo                                                   |                                                            |                                                            | 2. místo                                                   | OK Lokomotiva Pardubice                                    | 1. místo                                                   | 1. místo                                                   |                                                            |
| MČR 2008                                                   | D21 – ženy                                                 | 2. místo                                                   | 8. místo                                                   | 21. místo                                                  | 4. místo                                                   |                                                            | 4. místo                                                   | OK Lokomotiva Pardubice                                    | 1. místo                                                   | 4. místo                                                   |                                                            |
| MČR 2009                                                   | D21 – ženy                                                 | 4. místo                                                   | 3. místo                                                   | 1. místo                                                   | 1. místo                                                   |                                                            | 1. místo                                                   | OK Lokomotiva Pardubice                                    | 2. místo                                                   | 1. místo                                                   |                                                            |
| MČR 2010                                                   | D21 – ženy                                                 | 6. místo                                                   | 2. místo                                                   |                                                            |                                                            |                                                            | 186. místo                                                 | OK Lokomotiva Pardubice                                    | 1. místo                                                   | 5. místo                                                   |                                                            |
| MČR 2011                                                   | D21 – ženy                                                 | 3. místo                                                   | 3. místo                                                   | 2. místo                                                   |                                                            | 2. místo                                                   | 3. místo                                                   | OK Lokomotiva Pardubice                                    | 1. místo                                                   | 3. místo                                                   |                                                            |
| MČR 2012                                                   | D21 – ženy                                                 | 2. místo                                                   | 2. místo                                                   | 1. místo                                                   | 3. místo                                                   | 1. místo                                                   | OK Lokomotiva Pardubice                                    | 3. místo                                                   | 5. místo                                                   |                                                            |                                                            |
| MČR 2013                                                   | D21 – ženy                                                 | 6. místo                                                   | 1. místo                                                   | 3. místo                                                   | 1. místo                                                   | 1. místo                                                   | OK Lokomotiva Pardubice                                    | 1. místo                                                   | 4. místo                                                   |                                                            |                                                            |
| MČR 2014                                                   | D21 – ženy                                                 | 4. místo                                                   | 8. místo                                                   | 1. místo                                                   |                                                            | 3. místo                                                   | OK Lokomotiva Pardubice                                    | 3. místo                                                   | 6. místo                                                   | 7. místo                                                   |                                                            |
| MČR 2015                                                   | D21 – ženy                                                 |                                                            |                                                            | 9. místo                                                   |                                                            | 249. místo                                                 | OK Lokomotiva Pardubice                                    |                                                            |                                                            | 10. místo                                                  |                                                            |
| MČR 2016                                                   | D21 – ženy                                                 |                                                            | 30. místo                                                  |                                                            |                                                            | 50. místo                                                  | OK Lokomotiva Pardubice                                    |                                                            |                                                            |                                                            |                                                            |
| MČR 2017                                                   | D21 – ženy                                                 | 8. místo                                                   | 25. místo                                                  | 9. místo                                                   |                                                            | 26. místo                                                  | OK Lokomotiva Pardubice                                    | 7. místo                                                   | 3. místo                                                   | disk                                                       |                                                            |
| MČR 2018                                                   | D21 – ženy                                                 |                                                            |                                                            |                                                            |                                                            | 620. místo                                                 | OK Lokomotiva Pardubice                                    |                                                            |                                                            |                                                            |                                                            |
| MČR 2019                                                   | D21 – ženy                                                 |                                                            | 25. místo                                                  |                                                            |                                                            | 26. místo                                                  | OK Lokomotiva Pardubice                                    | 7. místo                                                   | 4. místo                                                   | 9. místo                                                   |                                                            |
| MČR 2020                                                   | D21 – ženy                                                 | 26. místo                                                  | 10. místo                                                  | 15. místo                                                  |                                                            | 20. místo                                                  | OK Lokomotiva Pardubice                                    | 8. místo                                                   |                                                            | 10. místo                                                  |                                                            |